# Пулазан
Пулазан, также пулазан плодовый (лат. Nephelium mutabile) — плодовое дерево семейства Сапиндовые.

## Описание
Пулазан — небольшое дерево высотой 10-12 м.
Плод, в целом, напоминает рамбутан, но, в отличие от него, имеет более короткие и редкие волоски на своей поверхности.

## Распространение
Родина пулазана — Малайский полуостров. Он встречается, как в диком виде, так и в культуре, в Малайзии, Таиланде и на Филиппинах.
В странах американского континента пулазан почти неизвестен, кроме Коста-Рики, где он культивируется в незначительных масштабах.